# Échenilleur de montagne

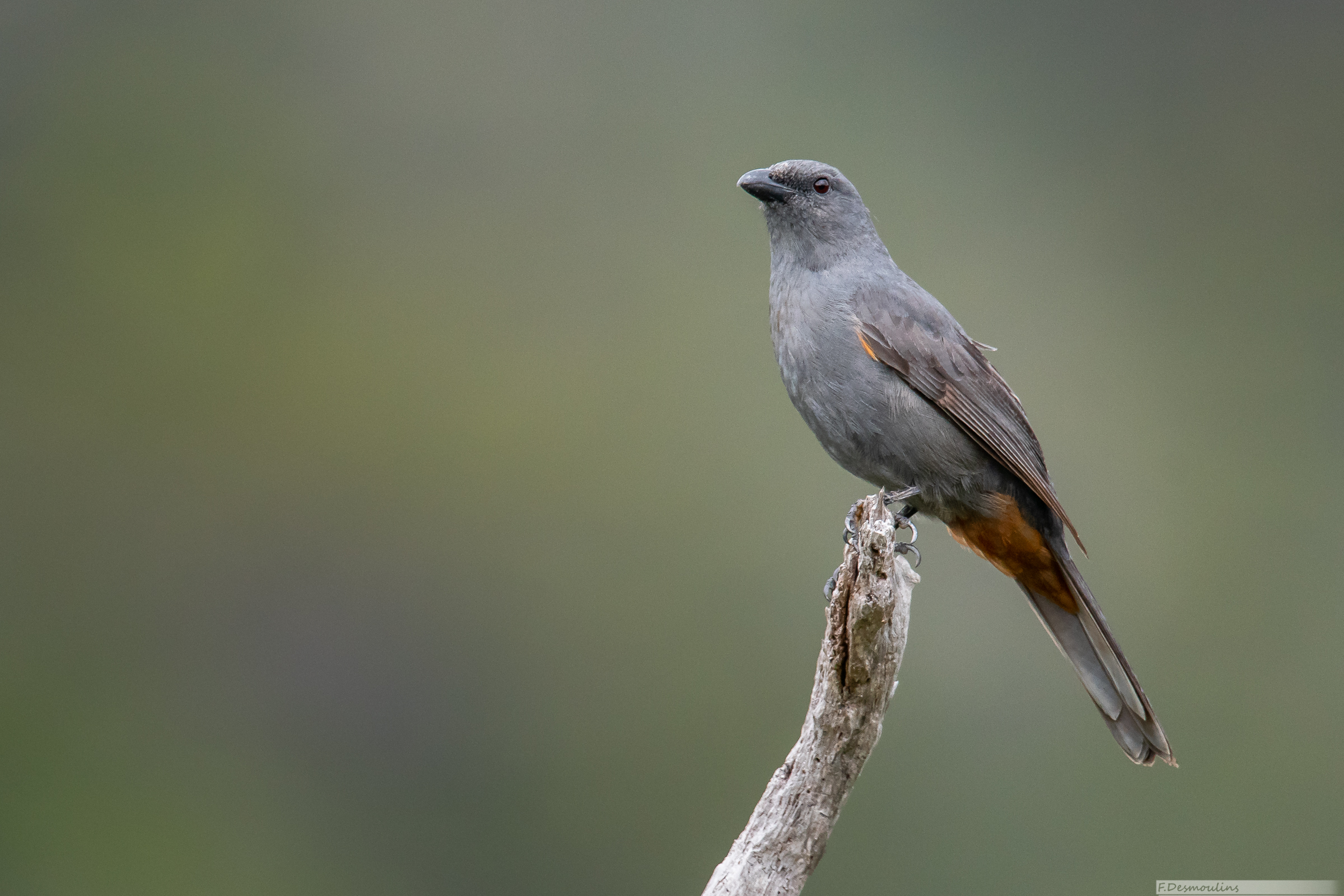
Echenilleur de montagne dans son milieu naturel. F.Desmoulins.

Edolisoma anale
Espèce
Synonymes
- Coracina analis[2]

Statut de conservation UICN

 NT  : Quasi menacé
L'Échenilleur de montagne (Edolisoma anale) est une espèce de passereaux de la famille des Campephagidae.

## Répartition
Il est endémique en Nouvelle-Calédonie.

## Habitat
Il habite les forêts humides tropicales et subtropicales en plaine et les montagnes humides tropicales et subtropicales.

## Taxonomie
Cette espèce faisait auparavant partie du genre Coracina. Elle a été rattachée au genre Edolisoma, nouvellement créé, par la classification de référence du Congrès ornithologique international (version 8.2, 2018) sur des critères phylogéniques.